# Campionati italiani maschili assoluti di atletica leggera 1938
I XXIX campionati italiani assoluti di atletica leggera si svolsero presso lo stadio del Littoriale di Bologna il 23 e 24 luglio 1938. 
Durante la manifestazione furono migliorati tre record italiani: Renato Dotti batté quello del salto in alto, portandolo a 1,92 m; Mario Romeo superò l'asticella posta a 4,03 m nel salto con l'asta; Angiolo Profeti migliorò il record del getto del peso scagliando l'attrezzo a 14,46 m di distanza.
Al termine delle due giornate di gare la classifica per società vide trionfare il Gruppo Sportivo Baracca Milano con 78 punti, seguito dalla concittadina Pro Patria Oberdan Milano con 73 punti e ASSI Giglio Rosso di Firenze con 71 punti.
Il titolo italiano della maratonina fu assegnato a Firenze il 26 giugno, mentre le gare del decathlon si svolsero il 16 e 17 luglio presso il campo sportivo Mario Giuriati di Milano. Il titolo della maratona fu assegnato il 2 ottobre a Carpi, quello della marcia 50 km (che a partire da questa edizione vide la distanza fissata a 50 km, eliminando di fatto la denominazione di "maratona di marcia") con partenza da Milano e arrivo a Como il 9 ottobre.

## Risultati

### Le gare del 23-24 luglio a Bologna
| Specialità             | Oro                                                                                           | Prestazione | Argento                                                                                | Prestazione | Bronzo                                                  | Prestazione |
| Corse                  |                                                                                               |             |                                                                                        |             |                                                         |             |
| 100 m                  | Orazio Mariani Gruppo Sportivo Baracca Milano                                                 | 10"7        | Edoardo Daelli Pro Patria Oberdan Milano                                               | 10"8        | Edgardo Toetti Pro Patria Oberdan Milano                | 10"9        |
| 200 m                  | Tullio Gonnelli Gruppo Sportivo Baracca Milano                                                | 22"4        | Renato Giacchelli Società Sportiva Giovinezza Trieste                                  | 22"4        | Giovanni Scolari GUF Torino                             | 22"7        |
| 400 m                  | Angelo Ferrario Pro Patria Oberdan Milano                                                     | 49"9        | Otello Spampani Società Ginnastica Costantino Reyer                                    | 50"1        | Ottavio Missoni GUF Zara                                | 50"6        |
| 800 m                  | Mario Lanzi Gruppo Sportivo Baracca Milano                                                    | 1'50"7      | Eraldo Colombo Dopolavoro ferroviario Roma                                             | 1'55"9      | Egisto Pederzoli Gruppo Sportivo Tellini                | 1'56"2      |
| 1500 m                 | Luigi Beccali Pro Patria Oberdan Milano                                                       | 3'56"6      | Fausto Castellini Gruppo Sportivo Baracca Milano                                       | 3'59"8      | Umberto Cerati GUF Milano                               | 4'00"0      |
| 5000 m                 | Giuseppe Beviacqua Polisportiva Giordana Genova                                               | 15'04"4     | Salvatore Mastroieni 12ª legione Milizia ferroviaria Reggio Calabria                   | 15'14"4     | Luigi Pellin Dopolavoro FIAT Torino                     | 15'32"4     |
| 10 000 m               | Giuseppe Lippi ASSI Giglio Rosso                                                              | 32'25"0     | Ettore Padovani Fondazione Bentegodi Verona                                            | 32'46"3     | Romano Burlo Società Sportiva Giovinezza Trieste        | 33'02"1     |
| 110 m hs               | Gianni Caldana Pro Patria Oberdan Milano                                                      | 15"3        | Ippolito Niccolini Gruppo Sportivo Baracca Milano                                      | 15"6        | Lino Della Bernardina Società Atletica Treviso          | 15"7        |
| 400 m hs               | Luigi Facelli Società Ginnastica Costantino Reyer                                             | 55"6        | Giuseppe Russo GUF Roma                                                                | 55"8        | Mario Radaelli Pro Patria Oberdan Milano                | 56"0        |
| 3000 m siepi           | Ferdinando Migliaccio Virtus Napoli                                                           | 9'40"9      | Bruno Betti ASSI Giglio Rosso                                                          | 9'45"4      | Ilario Ugolini Società Ginnastica Costantino Reyer      | 9'53"0      |
| Marcia 10 000 m        | Luigi Peri 6ª legione Milizia ferroviaria Bologna                                             | 48'18"4/5   | Giuseppe Malaspina Dopolavoro ferroviario Milano                                       | 48'22"0     | Giuseppe Kressevich Società Sportiva Giovinezza Trieste | 48'28"0     |
| Staffeta 4×100 m       | Gruppo Sportivo Baracca Milano Elio Ragni Tullio Gonnelli Leonida Bertoletti Orazio Mariani   | 42"6        | Pro Patria Oberdan Milano Edoardo Daelli Gianni Caldana Angelo Ferrario Edgardo Toetti | 42"6        | Società Sportiva Giovinezza Trieste                     | 43"2        |
| Staffetta 4×400 m      | Gruppo Sportivo Baracca Milano Angelo Lualdi Carlo Guasconi Gioacchino Dorascenzi Mario Lanzi | 3'24"6      | ASSI Giglio Rosso                                                                      | 3'26"2      | Pro Patria Oberdan Milano                               | 3'27"0      |
| Salti                  |                                                                                               |             |                                                                                        |             |                                                         |             |
| Salto in alto          | Renato Dotti Virtus Bologna Sportiva                                                          | 1,92 m      | Ruggero Biancani Virtus Bologna Sportiva                                               | 1,90 m      | Mario Marzari ASSI Giglio Rosso                         | 1,90 m      |
| Salto con l'asta       | Mario Romeo Gruppo Sportivo Baracca Milano                                                    | 4,03 m      | Giambattista Boscutti Virtus Bologna Sportiva                                          | 3,80 m      | Marino Ratta Virtus Bologna Sportiva                    | 3,70 m      |
| Salto in lungo         | Arturo Maffei ASSI Giglio Rosso                                                               | 7,27 m      | Piero Tacchini Pro Patria Oberdan Milano                                               | 6,91 m      | Mario Frosali 9ª legione Milizia ferroviaria Roma       | 6,88 m      |
| Salto triplo           | Mario Taddia Gruppo Sportivo Baracca Milano                                                   | 14,14 m     | Aurelio Rosa Pro Patria Oberdan Milano                                                 | 14,13 m     | Vittorio Turco ASSI Giglio Rosso                        | 14,08 m     |
| Lanci                  |                                                                                               |             |                                                                                        |             |                                                         |             |
| Getto del peso         | Angiolo Profeti ASSI Giglio Rosso                                                             | 14,46 m     | Enea Bertocchi Virtus Bologna Sportiva                                                 | 13,98 m     | Enrico Rolla Polisportiva Giordana Genova               | 13,32 m     |
| Lancio del disco       | Giorgio Oberweger Società Sportiva Giovinezza Trieste                                         | 46,74 m     | Ruggero Biancani Virtus Bologna Sportiva                                               | 44,54 m     | Aroldo Spaggiari La Fratellanza 1874                    | 44,07 m     |
| Lancio del martello    | Giovanni Cantagalli ASSI Giglio Rosso                                                         | 46,33 m     | Giovanni Oretti Società Sportiva Giovinezza Trieste                                    | 46,12 m     | Dante Riccitelli ASSI Giglio Rosso                      | 45,46 m     |
| Lancio del giavellotto | Bruno Testa GUF Zara                                                                          | 61,25 m     | Raffaele Drei Pro Patria Oberdan Milano                                                | 57,85 m     | Gino Ricci Unione Sportiva Alessandria                  | 54,76 m     |

### La maratonina del 26 giugno a Firenze
| Specialità             | Oro                                                | Prestazione | Argento                                         | Prestazione | Bronzo                                           | Prestazione |
| Mezza maratona (25 km) | Umberto De Florentiis Polisportiva Giordana Genova | 1h27'53"4   | Spartaco Morelli Gruppo Sportivo Baracca Milano | 1h28'29"4   | Giovanni Balbusso Gruppo Sportivo Baracca Milano | 1h29'17"4   |

### Il decathlon del 16-17 luglio a Milano
| Specialità | Oro                                     | Prestazione | Argento                                   | Prestazione | Bronzo                     | Prestazione |
| Decathlon  | Eugenio Gasti Pro Patria Oberdan Milano | 6001 p.     | Nello Tomat Associazione Sportiva Udinese | 5451 p.     | Franco Martelli GUF Milano | 5171 p.     |

### La maratona del 2 ottobre a Carpi
| Specialità | Oro                                                       | Prestazione | Argento                           | Prestazione | Bronzo                                                 | Prestazione |
| Maratona   | Francesco Roccati Fabbrica Italiana Tubi Metallici Torino | 2h41'26"0   | Savino Resta Dopolavoro ATAG Roma | 2h44'51"0   | Angelo Fossani Fabbrica Italiana Tubi Metallici Torino | 2h45'47"6   |

### La marcia 50 km del 9 ottobre a Como
| Specialità   | Oro                          | Prestazione | Argento                                | Prestazione | Bronzo                                     | Prestazione |
| Marcia 50 km | Cosimo Puttilli GIL Barletta | 4h39'47"0   | Ettore Rivolta Ginnastica Comense 1872 | 4h42'15"6   | Pietro Mazza Dopolavoro ferroviario Milano | 4h46'30"0   |